# Czarlin (gromada)
Czarlin – dawna gromada, czyli najmniejsza jednostka podziału terytorialnego Polskiej Rzeczypospolitej Ludowej w latach 1954–1972.
Gromady, z gromadzkimi radami narodowymi (GRN) jako organami władzy najniższego stopnia na wsi, funkcjonowały od reformy reorganizującej administrację wiejską przeprowadzonej jesienią 1954 do momentu ich zniesienia z dniem 1 stycznia 1973, tym samym wypierając organizację gminną w latach 1954–1972.
Gromadę Czarlin z siedzibą GRN w Czarlinie utworzono – jako jedną z 8759 gromad na obszarze Polski – w powiecie tczewskim w woj. gdańskim na mocy uchwały nr 25/III/54 WRN w Gdańsku z dnia 5 października 1954. W skład jednostki wszedł obszar dotychczasowej gromady Gniszewo oraz miejscowość Czarlin z dotychczasowej gromady Czarlin ze zniesionej gminy Subkowy, a także obszary dotychczasowych gromad Bałdowo i Śliwiny oraz miejscowość Małe Rokitki z dotychczasowej gromady Rokitki ze zniesionej gminy Tczew, w tymże powiecie. Dla gromady ustalono 15 członków gromadzkiej rady narodowej.
1 stycznia 1962 gromadę zniesiono, a jej obszar włączono do nowo utworzonej gromady Tczew w tymże powiecie.